# Satu Nou (Pârgărești), Bacău
Satu Nou (maghiară Újfalu) este un sat în comuna Pârgărești din județul Bacău, Moldova, România. 